# Daniele Delfino
Daniele Delfino (Veneza, 22 de janeiro de 1688 - Udine, 13 de março de 1762) foi um cardeal do século XVIII

## Biografia
Nasceu em Veneza em 22 de janeiro de 1688. Quarto dos sete filhos de Daniele III Delfino (chamado Giovanni), embaixador veneziano em Viena, e Pisana Bembo, nobres patrícios. Os outros irmãos eram Benedetta, Daniele I (chamado Giovanni); Daniele II (chamado Silvestro); Daniele IV (chamado Andrea); Daniele V (chamado Marco); e Daniele VI (chamado Girolamo). O futuro cardeal foi Danielle III (chamado Daniele). Seu sobrenome também está listado como Dolfino; e como Dolfin. Sobrinho e coadjutor de Dionísio Delfino, patriarca de Aquileia (1699-1734). Sobrinho-neto do cardeal Giovanni Delfino (1667), patriarca de Aquileia, 1659-1699, de quem Dionísio foi coadjutor.
Estudou em Parma; e mais tarde na Universidade de Pádua, onde obteve o doutorado em 1715..
Nomeado para o Grande Conselho de Veneza em 1707; mas logo depois abandonou a carreira política para ingressar na vida eclesiástica e foi para Aquileia..
Eleito bispo titular de Aureliopoli e nomeado coadjutor, com direito sucessório, do patriarca de Aquileia, em 6 de dezembro de 1714. Consagração em 7 de abril de 1715, igreja de São Marcos, Roma, pelo cardeal Fabrizio Paolucci. Assistente do Trono Pontifício, 14 de abril de 1715. Abade commendatario de Moggio, 1717. Sucedeu ao patriarcado de Aquileia, 13 de agosto de 1734. Ele realizou visitas frequentes ao território do patriarcado e celebrou um sínodo em 1740. O senado veneziano pediu ao papa que o promovesse a cardinalato..
Criado cardeal sacerdote no consistório de 10 de abril de 1747; o papa enviou-lhe o barrete vermelho com um breve apostólico de 17 de abril de 1747; recebeu o chapéu vermelho em 16 de novembro de 1747; e o título de S. Maria sopra Minerva, 20 de novembro de 1747. O Papa Bento XIV, para acalmar a controvérsia entre Veneza e a Áustria, suprimiu e extinguiu o patriarcado de Aquileia pela constituição apostólica Injuncta nobisde 6 de julho de 1751; e em seu lugar foram erguidas as sedes metropolitanas de Udine e Gorizia. O cardeal Delfino protestou veementemente contra a decisão. Transferido para a sede de Udine, mantendo o título de patriarca com suas honras e prerrogativas, 6 de julho de 1751. A República de Veneza deu-lhe a decisão sobre os novos cânones do capítulo metropolitano de Udine; e a imperatriz Maria Teresa da Áustria permitiu que ele transferisse as relíquias mais ilustres da catedral patriarcal de Aquileia. Abade commendatario de Rosazzo desde 1756. Reconstruiu a catedral de San Vito, Udine. Participou do conclave de 1758, que elegeu o Papa Clemente XIII. Optou pelo título de S. Marco em 19 de julho de 1758. Foi um notável orador sacro e estabeleceu uma cátedra grega no seminário. Além disso, construiu o mosteiro de S. Caterina em Udine, três novas igrejas na diocese, entre elas a igreja della Purità , para a qual encomendou afrescos a Giambattista Tiepolo , e restaurou e embelezou inúmeras outras. Introduziu em Udine a Congregação do Sacerdote da Missão; e promoveu o culto do Beato Bertrando e dos Santos Ermacora e Fortunato..
Morreu em Udine em 13 de março de 1762, às 10 horas, de uma apoplexia. Exposto na catedral de Udine; e enterrado na igreja de S. Filippo Neri sob uma lápide com apenas seu nome inscrito nela. Os cônegos do capítulo da catedral de Udine colocaram uma inscrição honrosa em sua memória na sacristia da catedral. Em seu testamento ele determinou que duas vezes por ano as famílias mais necessitadas da diocese fossem assistidas com os fundos de sua herança..